# Ferrocarril de Kaliningrado

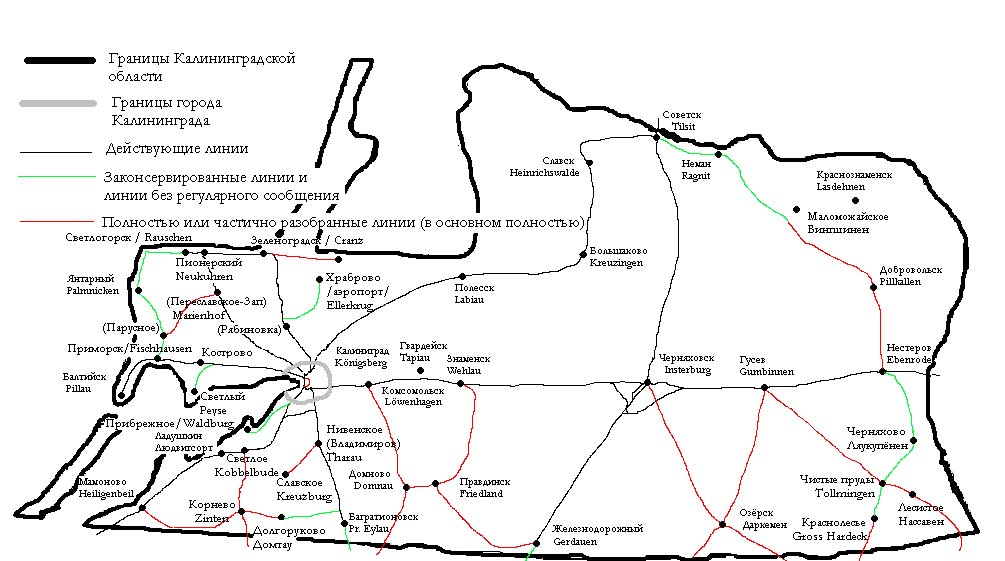
Red ferroviaria de Kaliningrado

Los Ferrocarriles de Kaliningrado (KZhD) (Калининградская железная дорога en ruso, transl.: Kaliningradskaya Zheleznaya Doroga) es la red ferroviaria de RZhD que da servicio al óblast de Kaliningrado. Formó parte de los ferrocarriles de Pribaltiyskaya hasta 1992 tras la disolución de la Unión Soviética. Tiene un total de 618 km de vías y difiere al de las demás líneas rusas a que los trenes circulan por vías de ancho europeo.
La sede central se encuentra en Kaliningrado. La mayor parte de las líneas fueron construidas anteriormente a la II Guerra Mundial por la red Ferroviaria Prusa Oriental.